# Gretna (Florida)
Gretna ist eine Stadt im Gadsden County im US-Bundesstaat Florida. Das U.S. Census Bureau hat bei der Volkszählung 2020 eine Einwohnerzahl von 1.357 ermittelt. 

## Geographie
Gretna liegt rund 5 km nordwestlich von Quincy sowie etwa 40 km nordwestlich von Tallahassee. 

## Demographische Daten
Laut der Volkszählung 2010 verteilten sich die damaligen 1460 Einwohner auf 583 Haushalte. Die Bevölkerungsdichte lag bei 298 Einw./km². 4,6 % der Bevölkerung bezeichneten sich als Weiße, 83,8 % als Afroamerikaner und 0,6 % als Indianer. 10,0 % gaben die Angehörigkeit zu einer anderen Ethnie und 1,0 % zu mehreren Ethnien an. 13,3 % der Bevölkerung bestand aus Hispanics oder Latinos.
Im Jahr 2010 lebten in 42,3 % aller Haushalte Kinder unter 18 Jahren sowie 26,6 % aller Haushalte Personen mit mindestens 65 Jahren. 78,6 % der Haushalte waren Familienhaushalte (bestehend aus verheirateten Paaren mit oder ohne Nachkommen bzw. einem Elternteil mit Nachkomme). Die durchschnittliche Größe eines Haushalts lag bei 3,01 Personen und die durchschnittliche Familiengröße bei 3,40 Personen.
32,1 % der Bevölkerung waren jünger als 20 Jahre, 28,6 % waren 20 bis 39 Jahre alt, 25,2 % waren 40 bis 59 Jahre alt und 16,5 % waren mindestens 60 Jahre alt. Das mittlere Alter betrug 33 Jahre. 46,4 % der Bevölkerung waren männlich und 53,6 % weiblich.
Das durchschnittliche Jahreseinkommen lag bei 28.393 $, dabei lebten 35,0 % der Bevölkerung unter der Armutsgrenze.
Im Jahr 2000 war Englisch die Muttersprache von 92,19 % der Bevölkerung und spanisch sprachen 7,81 %.

## Sehenswürdigkeiten
Am 10. Juni 2008 wurde die Gretna School in das National Register of Historic Places eingetragen.

## Verkehr
Gretna wird vom U.S. Highway 90 (SR 10) und der Florida State Road 12 durchquert bzw. tangiert. Der nächste Flughafen ist der Tallahassee International Airport (rund 45 km südöstlich).

## Kriminalität
Die Kriminalitätsrate lag im Jahr 2010 mit 346 Punkten (US-Durchschnitt: 266 Punkte) im durchschnittlichen Bereich. Es gab einen Raubüberfall, 19 Körperverletzungen, 17 Einbrüche, elf Diebstähle und einen Autodiebstahl.